# جو دولان (بازیکن فوتبال)
جو دولان (انگلیسی: Joe Dolan؛ زادهٔ ۲۷ مهٔ ۱۹۸۰) بازیکن فوتبال اهل بریتانیا است.
از باشگاه‌هایی که در آن بازی کرده‌است می‌توان به باشگاه فوتبال کانوی ایسلند، باشگاه فوتبال کراولی تاون، باشگاه فوتبال چلسی، باشگاه فوتبال استوک‌پورت کانتی، باشگاه فوتبال استاینز تاون، باشگاه فوتبال هاوانت و واترلوویل، باشگاه فوتبال میلوال، باشگاه فوتبال بیزینگ‌استوک تاون، باشگاه فوتبال بروملی، باشگاه فوتبال کینگستونیان، باشگاه فوتبال برایتون اند هوو آلبیون، باشگاه فوتبال کرای واندررز، باشگاه فوتبال کارشالتون اتلتیک، و باشگاه فوتبال لیتون اورینت اشاره کرد.
وی همچنین در تیم‌های ملی فوتبال Northern Ireland national under-18 schoolboys football team و زیر ۲۱ سال ایرلند شمالی بازی کرده‌است.